# Барашек (мультфильм, США)
«Барашек» (англ. Boundin') — пятиминутный компьютерный анимационный ролик 2003 года, созданный компанией Pixar. Впервые был показан аперитивом к фильму «Суперсемейка». Написан, срежиссирован и озвучен аниматором студии Pixar Бадом Лаки. Был номинирован на Оскар в 2004 году как лучший анимационный короткометражный фильм.

## Сюжет
На высокогорной равнине жил белый барашек и так гордился своей шерстью, что пускался от радости в пляс. За ним приезжают овцеводы, состригшие его шерсть. Вместе с этим он теряет уверенность в себе и соседи начинают смеяться над ним. Мимо скачет полный оптимизма великий кролень (то есть рогатый кролик). Он через песню объясняет барашку, что неважно, есть на нём шерсть или нет — главное то, что внутри. Это помогает барашку воспрянуть духом, и он танцует круглый год.

## Русский дубляж
Мультфильм дублирован кинокомпанией «Невафильм» по заказу компании «Disney Character Voices International» в 2004 году.
- Режиссёр дубляжа — Игорь Ефимов-младший
- Переводчик — Ольга Воейкова
- Автор синхронного текста — Дмитрий Усачёв
- Музыкальный руководитель — Александр Никифоров
- Творческий консультант — Мариуш Яворовский
- Фильм озвучил Вадим Яковлев

## Факты
- Сценарист Бад Лаки нашёл вдохновение для мультфильма в штате Монтана своей юности. Он начал с самой жалостливой вещи, которую он когда-либо видел — свежеостриженной овцы под дождем. Лаки рассказал историю через песню. Чтобы спасти грустного барашка, он добавил в рассказ кроленя, мифическое животное, популярное в американских Великих Равнинах.
- Мультфильм был выпущен на двухдисковом коллекционном издании «Суперсемейки» на втором DVD, включая комментарии от Бада Лаки и короткий клип «Кто такой Бад Лаки?».
- Это первый короткометражный фильм, выпущенный в прокат в кинотеатрах, который включает вокальное исполнение со словами. Во всех предыдущих мультфильмах была только музыка и звуковые эффекты. Другие мультфильмы, содержащие песни, выпускались до этого только на дисках, но не в кинотеатрах.
- Рука, которая хватает барашка, принадлежит овцеводу, похожему на дантиста из мультфильма «В поисках Немо».
- Причёска кроленя срисована с западного художника Чарли Рассела.
- Модель совы — это измененная версия модели сусликов.
- Автомобиль Ford Model T такой же, как в мультфильме «Тачки».
- На DVD «Тачки» есть версия мультфильма, где Мэтр играет кроленя, а Молния Маккуин — барашка.